# Valentin Samungi
Valentin Samungi (Bucareste, 27 de janeiro de 1942 – 15 de setembro de 2024) foi um handebolista profissional, medalhista olímpico.

## Morte
Samungi morreu no dia 15 de setembro de 2024, aos 85 anos.

## Títulos
- Campeonato Mundial de Handebol:
  - Campeão: 1970

- Jogos Olímpicos:
  - Bronze: 1972